# Студень (село)
Студень (до 2016 року — Кру́пське) —  село в Україні, в Коростенському районі Житомирської області. Населення становить 57 осіб. Входить до складу Малинської міської громади.
19 травня 2016 року село Крупське перейменоване на Студень.

## Населення

### Мова
Розподіл населення за рідною мовою за даними перепису 2001 року:
| Мова       | Кількість | Відсоток |
| ---------- | --------- | -------- |
| українська | 55        | 96.50%   |
| російська  | 1         | 1.75%    |
| румунська  | 1         | 1.75%    |
| Усього     | 57        | 100%     |